# Тимбал
Тимба́л (исп. timbal) — кубинский односторонний барабан, использующийся в афрокубинской, латиноамериканской музыке, джазе и регги. Обычно используется пара тимба́лов (исп. timbales), из-за чего по-русски нередко употребляется неверная форма: тимба́лес или даже тимбале́сы.
Корпус тимбалов обычно изготавливается из металла, высота обечайки намного меньше высоты том-тома.
Для игры используются специальные палочки равной толщины, без выраженного наконечника и головки. Музыкант (тимбале́ро) играет обычно на двух барабанах, одной высоты, но различного диаметра. Мембрана натягивается достаточно сильно, тимбалы имеют характерный «жестяной» звук.
Во время игры часто используются удары римшо́т (одновременно по ободу и мембране), удары по корпусу инструмента.
Современный вид тимбала, его использование вместе с вудблоком и ковбеллом предложил Тито Пуэнте, названный «Король мамбо».